# Brudnów (gromada w powiecie poddębickim)
Brudnów – dawna gromada, czyli najmniejsza jednostka podziału terytorialnego Polskiej Rzeczypospolitej Ludowej w latach 1954–1972.
Gromady, z gromadzkimi radami narodowymi (GRN) jako organami władzy najniższego stopnia na wsi, funkcjonowały od reformy reorganizującej administrację wiejską przeprowadzonej jesienią 1954 do momentu ich zniesienia z dniem 1 stycznia 1973, tym samym wypierając organizację gminną w latach 1954–1972.
Gromadę Brudnów z siedzibą GRN w Brudnowie utworzono 31 grudnia 1959 w powiecie poddębickim w woj. łódzkim z obszaru zniesionych gromad Budzynek i Domaniew.
W 1961 roku (styczeń) gromadzka rada narodowa składała się z 19 członków.
31 grudnia 1961 z gromady Brudnów wyłączono: a) kolonie Plewnik II i Plewnik III, włączając je do gromady Tur w powiecie poddębickim; oraz b) wieś Władysławów, włączając ją do gromady Parzęczew w powiecie łęczyckim w tymże województwie.
1 lipca 1968 gromadę zniesiono, a jej obszar włączono do gromad: Dalików (wieś Stary Brudnów, kolonie Brudnów I, II, III i V, wieś Stefanów, wieś Janów, wieś Budzynek, wieś Domaniew, wieś Tobolice, wieś Krasnołany, kolonię Marysin, kolonię Stanisławów, wieś Aleksandrówka, wieś Antoniew, wieś Julianów oraz wieś Psary) i Drwalew (wieś Domaniewek, wieś Ujazd oraz wieś Woźniki) w tymże powiecie.